# Attus ocellosus
Attus ocellosus är en spindelart som beskrevs av Charles Athanase Walckenaer 1837. Attus ocellosus ingår i släktet Attus och familjen hoppspindlar. Inga underarter finns listade.